# 노원공주
노 원공주 유씨(魯 元公主 劉氏, ? ~ 기원전 187년)는 전한 초기의 공주로, 고제의 장녀이자 혜제의 누나이고, 생모는 여태후(고황후)이다. 소설에서는 '노원'을 명칭으로 삼는 일이 많으나, 본래는 '노 원공주'가 바른 명칭이다. 의미는 '노(魯)를 봉토로 받은 황제의 장녀'라는 뜻이다. '원공주'는 황제의 장녀에게 붙이는 칭호이고, 본명은 미상이다. 장이의 아들인 장오에게 시집가 아들 장언과 나중에 혜제의 황후가 되는 딸 효혜황후를 낳았다.

## 생애
패현에서 태어나 아버지 유방이 진나라 말 동란에 참가하면서 어머니 여치와 함께 빈 집을 지켰다. 팽성의 싸움에서 패한 유방이 항우의 추격자를 피해 마차로 달아나는 도중에 패현에 들렀을 때 나중에 혜제가 되는 동생인 유영과 함께 아버지와 합류했지만, 추격하는 항우군에게 체포될까 두려워한 유방이 몇 번이나 마차에서 유영과 함께 던져 떨어질 뻔했지만, 마부인 하후영이 구해주었다. 대노한 하후영이 유방에게 화냈는데 이것이 하후영이 유방에게 유일하게 대든 것이다. 하후영이 불만을 드러내고서야 유방은 노 원공주와 유영을 마차 밖으로 던지지 않았다.
유방이 황제가 되면서, 조왕 장오에게 시집가지만, 장오는 조나라 재상 관고의 황제 암살 모의에 책임을 져 후작으로 격하하고 자신도 흉노와 화평에 필요하여 묵돌 선우에게 시집 보내자는 의견이 나와서 유방도 이에 편승하였으나 여치가 거부하여 중지되었다.
유방의 사후, 혜제의 생모로서 실권을 잡은 여치에게 환심을 사서 이복형인 제왕 유비에게서 그 영토 일부인 성양군을 헌상받아 제의 왕태후가 되었고 아들인 장언은 노왕에 봉해졌다. 기원전 180년에 일어난 진평과 주발을 위시한 공신들과 고조의 손자들에 의한 쿠데타가 발생하여 여치의 피를 이어받은 장언도 숙청될 듯했지만, 작위를 폐하는 것으로 끝난 뒤 문제가 즉위하면서 장언은 작위를 되찾았다.